# Quitman (Texas)
Pour les articles homonymes, voir Quitman.
La ville américaine de Quitman est le siège du comté de Wood, dans l’État du Texas. Elle comptait 1 809 habitants lors du recensement des États-Unis de 2010.

## Source
- (en) Cet article est partiellement ou en totalité issu de l’article de Wikipédia en anglais intitulé « Quitman, Texas » (voir la liste des auteurs).